# Karl von der Goltz (General, 1798)
Karl Friedrich Wilhelm Freiherr von der Goltz (* 10. Oktober 1798 in Königsberg; † 26. März 1878 in Berlin) war ein preußischer General der Kavallerie.

## Leben

### Herkunft
Karl war ein Sohn des preußischen Majors Hans von der Goltz (1767–1861) und dessen Ehefrau Caroline, geborene Szenska (1770–1833). Er hatte noch fünf Geschwister.

### Militärkarriere
Goltz trat am 21. August 1815 in das 1. Dragoner-Regiment (Litthauisches) der Preußischen Armee ein. Unter Beförderung zum Sekondeleutnant wurde er Mitte August 1818 in das 3. Kürassier-Regiment versetzt und ab Ende August 1822 auf zwei Jahre zur Lehr-Eskadron kommandiert. Bis Ende März 1837 avancierte Goltz zum Rittmeister und Eskadronchef. Er stieg im März 1848 zum Major und etatsmäßigen Stabsoffizier auf und wurde am 9. Oktober 1849 mit der Wahrnehmung der Geschäfte als Direktor der Militärreitschule in Schwedt/Oder beauftragt. Am 5. Februar 1850 folgte seine Ernennung zum Direktor. Von Anfang Dezember 1850 bis Anfang Februar 1851 war Goltz als Führer des mobilen 7. Landwehr-Kavallerie-Regiments kommandiert. Am 31. Januar 1853 wurde er zum Kommandeur des 2. Garde-Ulanen-Regiments ernannt und in dieser Stellung avancierte er bis Mitte Juli 1855 zum Oberst. Goltz erhielt am 4. April 1857 das Kommando über die 3. Kavallerie-Brigade in Stettin, wurde Ende November 1858 Generalmajor und war 1859 während der Mobilmachung anlässlich des Sardinischen Krieges Kommandeur der 2. Kavallerie-Division. Ende Mai 1860 kommandierte man ihn als Beobachter zu den Manövern der Schwedischen Armee. Nachdem man Goltz am 16. September 1862 zunächst mit der Führung der Garde-Kavallerie-Division beauftragt hatte, wurde er am 24. Januar 1863 unter Beförderung zum Generalleutnant zum Kommandeur dieses Großverbandes ernannt. In dieser Stellung erhielt er Mitte Juni 1864 den Orden der Heiligen Anna I. Klasse und anlässlich seines 50-jährigen Dienstjubiläums im August 1865 den Roten Adlerorden I. Klasse mit Eichenlaub. Am 8. März 1866 wurde Goltz mit Pension zur Disposition gestellt.
Für die Dauer der Mobilmachung anlässlich des Deutschen Krieges wurde Goltz 1866 wiederverwendet und als Kommandierender General des Stellvertretenden Generalkommandos des I. Armee-Korps eingesetzt. Am 3. Januar 1867 erhielt er den Charakter als General der Kavallerie. Goltz war Rechtsritter des Johanniterordens und nach seinem Tod wurde er am 30. März 1878 auf dem Berliner Invalidenfriedhof beigesetzt.

### Familie
Goltz verheiratete sich am 22. Dezember 1827 mit Julie Krüger (1805–1884), geschiedene Fiedler. Sie war die Tochter des Justizrates Krüger. Die Ehe blieb kinderlos.